# Списак признања додељених игри Red Dead Redemption 2
Red Dead Redemption 2 је акциона авантуристичка игра са вестерн тематиком. Игру је развио и 2018. године објавио Rockstar Games. Претходница игри је био Red Dead Redemption из 2010. године. Игра је смештена у 1899. у измишљеном представљању западних, средњих и јужних делова САД и прати одметника Артура Моргана, члана Ван дер Линде банде. Артур Морган мора да се носи са нестајањем ранијег начина живота, док покушава да преживи конфронтације са владиним снагама, ривалским бандама и другим непријатељима. Игра је најављена 18. октобра 2016. године и била је дуго очекивана. Била је номинована за најишчекиванију игру на додели награда The Game Awards 2016. и 2017. и за најтраженију игру на додели награда Golden Joystick.
Игра је објављена широм света 26. октобра 2018. за PlayStation 4 и Xbox One конзоле. Red Dead Redemption 2 је добио „универзално признање” од критичара, према агрегатору рецензија Metacritic; као највише оцењена игра на сајту током 2018.  Игра је имала најуспешнији почетни викенд у историји забаве, зарадивши преко 725 милиона долара за три дана, а продата је у преко 17 милиона примерака за две недеље. Поред тога, Red Dead Redemption 2 је друго лансирање забавног програма са највећом зарадом (иза Grand Theft Auto V) и поставио је рекорде по највећим поруџбинама у претпродаји, највеће продаје првог дана и највеће продаје у прва три дана на тржишту на PlayStation Network.
Dead Redemption 2 је освојио награде и номинације у различитим категоријама са посебним похвалама за аспекте приче, перформанса, музике и графичког дизајна. На додели награда The Game Awards 2018, игра је добила осам номинација и освојила четири награде: најбољи аудио дизајн, најбољи наратив, најбоља композиција/музика и најбоља изведба за Роџера Кларка у улози Артура Моргана. На IGN's Best of 2018, игра је добила седам номинација; освојила је две награде и била је другопласирана у четири категорије, иза видео игре God of War.
Видео игра је добила осам номинација на 22. Годишњој додели DICE награда, укључујући игру године. На 6. додели SXSW Gaming Awards, Red Dead Redemption 2 је проглашена за трендинг игру године и однела је победу у категорији за изврсност у SFX-у и техничким достигнућима. Игра је добила седам номинација на 19. додели награда Game Developers Choice Awards, и шест на 15. додели награда Британске академије игара.
Игра се такође појавила на неколико листа најбољих игара у 2018. на крају године, освојивши награде за игру године на: Australian Games Awards,, Brazil Game Awards, Fun & Serious Game Festival, IGN Australia Select Awards,, Italian Video Game Awards, као и награде публика као што су: 4Players, AusGamers,, Complex, Digital Trends, Edge, Electronic Gaming Monthly, Gamereactor, GameSpot, The Guardian, Hot Press, news.com.au, Official Xbox Magazine, The Telegraph, USgamer, Vulture; друге публикације су игру именовале за првог пратиоца у конкуренцији за игру године. Игра је проглашена за једну од најбољих игара 2010-их од стране: Entertainment.ie, The Hollywood Reporter, Metacritic,, National Post, NME, Stuff, Thrillist,, VG247, Wired UK. Red Dead Redemption 2 је рангирана као једна од најбољих игара своје генерације од стране Game Informer, GamesRadar+, IGN.

## Признања
| Награда                           | Датум               | Категорија                                    | Добитник и номиновани                                                                                            | Резултат   | Реф.   |
| --------------------------------- | ------------------- | --------------------------------------------- | --- | ---------- | ------ |
| British Academy Games Awards      | 4. април 2019.      | Најбоља игра                                  | Red Dead Redemption 2                                                                                            | Номинација | [ 20 ] |
| British Academy Games Awards      | 4. април 2019.      | Уметничко достигнуће                          | Red Dead Redemption 2                                                                                            | Номинација | [ 20 ] |
| British Academy Games Awards      | 4. април 2019.      | Звучно достигнуће                             | Red Dead Redemption 2                                                                                            | Номинација | [ 20 ] |
| British Academy Games Awards      | 4. април 2019.      | Британска игра                                | Red Dead Redemption 2                                                                                            | Номинација | [ 20 ] |
| British Academy Games Awards      | 4. април 2019.      | Наратив                                       | Red Dead Redemption 2                                                                                            | Номинација | [ 20 ] |
| British Academy Games Awards      | 4. април 2019.      | Глумац                                        | Роџер Кларк као Артур Морган                                                                                     | Номинација | [ 20 ] |
| D.I.C.E. Awards                   | 14. фебруар 2019.   | Изванредно техничко достигнуће                | Red Dead Redemption 2                                                                                            | Освојено   | [ 55 ] |
| D.I.C.E. Awards                   | 14. фебруар 2019.   | Игра године                                   | Red Dead Redemption 2                                                                                            | Номинација | [ 17 ] |
| D.I.C.E. Awards                   | 14. фебруар 2019.   | Авантуристичка игра године                    | Red Dead Redemption 2                                                                                            | Номинација | [ 17 ] |
| D.I.C.E. Awards                   | 14. фебруар 2019.   | Онлајн игра године                            | Red Dead Redemption 2                                                                                            | Номинација | [ 17 ] |
| D.I.C.E. Awards                   | 14. фебруар 2019.   | Изузетно остварење у анимацији                | Red Dead Redemption 2                                                                                            | Номинација | [ 17 ] |
| D.I.C.E. Awards                   | 14. фебруар 2019.   | Изузетно остварење у арт дирекцији            | Red Dead Redemption 2                                                                                            | Номинација | [ 17 ] |
| D.I.C.E. Awards                   | 14. фебруар 2019.   | Изузетно остварење у креирању лика            | Артур Морган | Номинација | [ 17 ] |
| D.I.C.E. Awards                   | 14. фебруар 2019.   | Изузетно остварење у режирању игре            | Red Dead Redemption 2                                                                                            | Номинација | [ 17 ] |
| Dragon Awards                     | 2. септембар 2019.  | Најбоља игра СФ-а или фантастика PC / Конзола | Red Dead Redemption 2                                                                                            | Освојено   | [ 56 ] |
| Game Audio Network Guild Awards   | 21. март 2019.      | G.A.N.G. / MAGFEST People's Choice Award      | Red Dead Redemption 2                                                                                            | Номинација | [ 57 ] |
| The Game Awards                   | 1. децембар 2016.   | Најишчекиванија игра                          | Red Dead Redemption 2                                                                                            | Номинација | [ 1 ]  |
| The Game Awards                   | 7. децембар 2017.   | Најишчекиванија игра                          | Red Dead Redemption 2                                                                                            | Номинација | [ 2 ]  |
| The Game Awards                   | 6. децембар 2016.   | Најбољи аудио дизајн                          | Red Dead Redemption 2                                                                                            | Освојено   | [ 10 ] |
| The Game Awards                   | 6. децембар 2016.   | Најбољи наратив                               | Red Dead Redemption 2                                                                                            | Освојено   | [ 10 ] |
| The Game Awards                   | 6. децембар 2016.   | Најбоља глума                                 | Роџер Кларк као Артур Морган                                                                                     | Освојено   | [ 10 ] |
| The Game Awards                   | 6. децембар 2016.   | Најбоља Композиције/Музика                    | Red Dead Redemption 2                                                                                            | Освојено   | [ 10 ] |
| The Game Awards                   | 6. децембар 2016.   | Игра године                                   | Red Dead Redemption 2                                                                                            | Номинација | [ 10 ] |
| The Game Awards                   | 6. децембар 2016.   | Најбоља акциона/авантуристичка игра           | Red Dead Redemption 2                                                                                            | Номинација | [ 10 ] |
| The Game Awards                   | 6. децембар 2016.   | Најбоља уметничка дирекција                   | Red Dead Redemption 2                                                                                            | Номинација | [ 10 ] |
| The Game Awards                   | 6. децембар 2016.   | Најбоља видео режија                          | Red Dead Redemption 2                                                                                            | Номинација | [ 10 ] |
| Game Developers Choice Awards     | 20. март 2019.      | Најбоља технологија                           | Red Dead Redemption 2                                                                                            | Освојено   | [ 58 ] |
| Game Developers Choice Awards     | 20. март 2019.      | Игра године                                   | Red Dead Redemption 2                                                                                            | Номинација | [ 19 ] |
| Game Developers Choice Awards     | 20. март 2019.      | Најбољи аудио                                 | Red Dead Redemption 2                                                                                            | Номинација | [ 19 ] |
| Game Developers Choice Awards     | 20. март 2019.      | Најбољи дизајн                                | Red Dead Redemption 2                                                                                            | Номинација | [ 19 ] |
| Game Developers Choice Awards     | 20. март 2019.      | Најбољи наратив                               | Red Dead Redemption 2                                                                                            | Номинација | [ 19 ] |
| Game Developers Choice Awards     | 20. март 2019.      | Најбоља визуелна уметност                     | Red Dead Redemption 2                                                                                            | Номинација | [ 19 ] |
| Game Developers Choice Awards     | 20. март 2019.      | Награда за иновацију                          | Red Dead Redemption 2                                                                                            | Номинација | [ 19 ] |
| Gamers' Choice Awards             | 9. март 2018.       | Фаворит фанова јесењег периода                | Red Dead Redemption 2                                                                                            | Освојено   | [ 59 ] |
| Gamers' Choice Awards             | 9. март 2018.       | Гејминг тренутак године                       | Red Dead Redemption 2 имао је највећи викенд при отварању у конкуренцији видео игара и другог забавног садржаја. | Номинација | [ 59 ] |
| Golden Joystick Awards            | 17. новембар 2017.  | Најтраженија игра                             | Red Dead Redemption 2                                                                                            | Номинација | [ 3 ]  |
| Golden Joystick Awards            | 16. новембар 2018.  | Награда избора критича                        | Red Dead Redemption 2                                                                                            | Освојено   | [ 60 ] |
| Golden Joystick Awards            | 16. новембар 2018.  | Ултимативна Игра године                       | Red Dead Redemption 2                                                                                            | Номинација | [ 61 ] |
| Golden Joystick Awards            | 15. новембар 2019.  | Најбоља мултиплејер игра                      | Red Dead Online                                                                                                  | Номинација | [ 62 ] |
| Guild of Music Supervisors Awards | 13. фебруар 2019.   | Најбољи супервизор музике у видео игри        | Иван Павлович | Освојено   | [ 63 ] |
| Hollywood Music in Media Awards   | 20. новембар 2019.  | Soundtrack Album                              | Red Dead Redemption 2 – VA OST                                                                                   | Освојено   | [ 64 ] |
| Hollywood Music in Media Awards   | 20. новембар 2019.  | Оригинална песма — видео игра                 | That's the Way It Is – написао и извео Данијел Лануа                                                             | Номинација | [ 65 ] |
| Italian Video Game Awards         | 12. април 2019.     | Игра године                                   | Red Dead Redemption 2                                                                                            | Освојено   | [ 66 ] |
| Italian Video Game Awards         | 12. април 2019.     | Најбоља уметничка дирекција                   | Red Dead Redemption 2                                                                                            | Освојено   | [ 66 ] |
| Italian Video Game Awards         | 12. април 2019.     | Најбољи аудио                                 | Red Dead Redemption 2                                                                                            | Освојено   | [ 66 ] |
| Italian Video Game Awards         | 12. април 2019.     | Најбољи лик                                   | Артур Морган | Номинација | [ 67 ] |
| Italian Video Game Awards         | 12. април 2019.     | Најбољи дизајн игре                           | Red Dead Redemption 2                                                                                            | Номинација | [ 67 ] |
| Italian Video Game Awards         | 12. април 2019.     | Најбољи наратив                               | Red Dead Redemption 2                                                                                            | Номинација | [ 67 ] |
| Italian Video Game Awards         | 12. април 2019.     | Избор публике                                 | Red Dead Redemption 2                                                                                            | Номинација | [ 67 ] |
| Japan Game Awards                 | 12. септембар 2019. | Global Award, инострани производ              | Red Dead Redemption 2                                                                                            | Освојено   | [ 68 ] |
| New York Game Awards              | 22. јануар 2019.    | Herman Melville Award за Најбоље писање       | Red Dead Redemption 2                                                                                            | Освојено   | [ 69 ] |
| New York Game Awards              | 22. јануар 2019.    | Statue of Liberty Award за Најбољи свет       | Red Dead Redemption 2                                                                                            | Освојено   | [ 69 ] |
| New York Game Awards              | 22. јануар 2019.    | Big Apple Award за Најбољу Игру године        | Red Dead Redemption 2                                                                                            | Номинација | [ 70 ] |
| New York Game Awards              | 22. јануар 2019.    | Great White Way Award за Најбољу глуму и игри | Роџер Кларк као Артур Морган                                                                                     | Номинација | [ 70 ] |
| New York Game Awards              | 22. јануар 2019.    | Great White Way Award за Најбољу глуму и игри | Кали Елизабет Мур као Абигејл Роберт                                                                             | Номинација | [ 70 ] |
| New York Game Awards              | 22. јануар 2019.    | Tin Pan Alley Award за Најбољу музику у игри  | Red Dead Redemption 2                                                                                            | Номинација | [ 70 ] |
| Steam Awards                      | 3. јануар 2021.     | Игра године                                   | Red Dead Redemption 2                                                                                            | Освојено   | [ 71 ] |
| Steam Awards                      | 3. јануар 2021.     | Изванредна причом-богата игра                 | Red Dead Redemption 2                                                                                            | Освојено   | [ 71 ] |
| SXSW Gaming Awards                | 16. март 2019.      | Изузетност у SFX                              | Red Dead Redemption 2                                                                                            | Освојено   | [ 18 ] |
| SXSW Gaming Awards                | 16. март 2019.      | Изузетност у техничком достигнућу             | Red Dead Redemption 2                                                                                            | Освојено   | [ 18 ] |
| SXSW Gaming Awards                | 16. март 2019.      | Трендинг Игра године                          | Red Dead Redemption 2                                                                                            | Освојено   | [ 18 ] |
| SXSW Gaming Awards                | 16. март 2019.      | Видео Игра године                             | Red Dead Redemption 2                                                                                            | Номинација | [ 72 ] |
| SXSW Gaming Awards                | 16. март 2019.      | Изузетност у анимацији                        | Red Dead Redemption 2                                                                                            | Номинација | [ 73 ] |
| SXSW Gaming Awards                | 16. март 2019.      | Изузетност у дизајну                          | Red Dead Redemption 2                                                                                            | Номинација | [ 73 ] |
| SXSW Gaming Awards                | 16. март 2019.      | Изузетност у музици                           | Red Dead Redemption 2                                                                                            | Номинација | [ 73 ] |
| SXSW Gaming Awards                | 16. март 2019.      | Изузетност у визуелном остварењу              | Red Dead Redemption 2                                                                                            | Номинација | [ 73 ] |
| Titanium Awards                   | 10. децембар 2018.  | Игра године                                   | Red Dead Redemption 2                                                                                            | Освојено   | [ 74 ] |
| Titanium Awards                   | 10. децембар 2018.  | Најбољи дизајн игре                           | Red Dead Redemption 2                                                                                            | Освојено   | [ 74 ] |
| Titanium Awards                   | 10. децембар 2018.  | Најбољи OST                                   | Вуди Џексон | Освојено   | [ 74 ] |
| Titanium Awards                   | 10. децембар 2018.  | Најбоља авантуристичка игра                   | Red Dead Redemption 2                                                                                            | Номинација | [ 75 ] |
| Titanium Awards                   | 10. децембар 2018.  | Најбољи уметнички дизајн                      | Red Dead Redemption 2                                                                                            | Номинација | [ 75 ] |
| Titanium Awards                   | 10. децембар 2018.  | Најбољи наративни дизајн                      | Red Dead Redemption 2                                                                                            | Номинација | [ 75 ] |